# Хатф
Хатф (урду حتف‎) — линейка межконтинентальных баллистических ракет разрабатываемых и производимых в данный момент в Пакистане. Большинство ракет способно нести ядерный заряд.

## Модификации
- «Хатф-I» (Hatf-I/IA) — дальностью полёта до 80 км
- «Хатф-II» — модификация «Абдали» с радиусом действия 200 км
- «Хатф-III» — первоначально анонсировалась дальность полёта до 800 км, на вооружение была принята версия с дальностью 290 км
- «Хатф-IV» — ракета железнодорожного базирования «Шахин-1». Дальности полёта составляет 750 км. Одноступенчатая твердотопливная ракета массой 9,5 т способна нести обычную или ядерную боеголовку массой до 500 кг.[1]
- «Хатф-V» — модификация «Гаури»
- «Хатф-VI» — модификация «Шахин-2»
- «Хатф-VII Бабур» — крылатая ракета[2]
- «Хатф-VIII» (Ra'ad) — крылатая ракета[3]